# Spoorlijn Straatsburg - Lauterbourg
De Spoorlijn Straatsburg - Lauterbourg is een Franse spoorlijn van Straatsburg naar Lauterbourg. De lijn is 56,8 km lang en heeft als lijnnummer 145 000.

## Geschiedenis
De lijn werd geopend op 15 mei 1876 door de Reichseisenbahnen in Elsaß-Lothringen.

## Treindiensten
De SNCF verzorgt het personenvervoer op dit traject met TER treinen. Vanaf Lauterbourg richting Duitsland verzorgt de DB het vervoer met RB treinen.
| Serie      | Treinsoort                    | Route                                                      | Bijzonderheden |
| ---------- | ----------------------------- | ---------------------------------------------------------- | -------------- |
| TER 830700 | TER (SNCF)                    | Strasbourg-Ville – Bischheim – Hoenheim Tram – Lauterbourg |                |
| RB 52      | Regionalbahn (DB Regio Mitte) | Wörth (Rhein) – Lauterbourg                                |                |

## Aansluitingen
In de volgende plaatsen was of is er een aansluiting op de volgende spoorlijnen:
Strasbourg-Ville
RFN 070 000, spoorlijn tussen Noisy-le-Sec en Strasbourg-Ville
RFN 070 346, raccordement tussen Strasbourg-Cronenbourg en Strasbourg-Ville
RFN 110 000, spoorlijn tussen Strasbourg-Ville en Saint-Dié-des-Vosges
RFN 115 000, spoorlijn tussen Strasbourg-Ville en Saint-Louis
RFN 142 000, spoorlijn tussen Strasbourg-Port-du-Rhin en Strasbourg-Ville
Bischheim
RFN 145 002, uitwijkspoor van Schiltigheim
RFN 145 306, raccordement van Bischheim
Roeschwoog
RFN 150 000, spoorlijn tussen Hagenau en Roeschwoog grens
Seltz
RFN 153 000, spoorlijn tussen Mertzwiller en Seltz
Lauterbourg
RFN 151 000, spoorlijn tussen Lauterbourg-Gare en Lauterbourg-Port-du-Rhin
RFN 152 000, spoorlijn tussen Wissembourg en Lauterbourg-Gare
Lauterbourg grens
DB 3400, spoorlijn tussen Schifferstadt en Berg

## Galerij

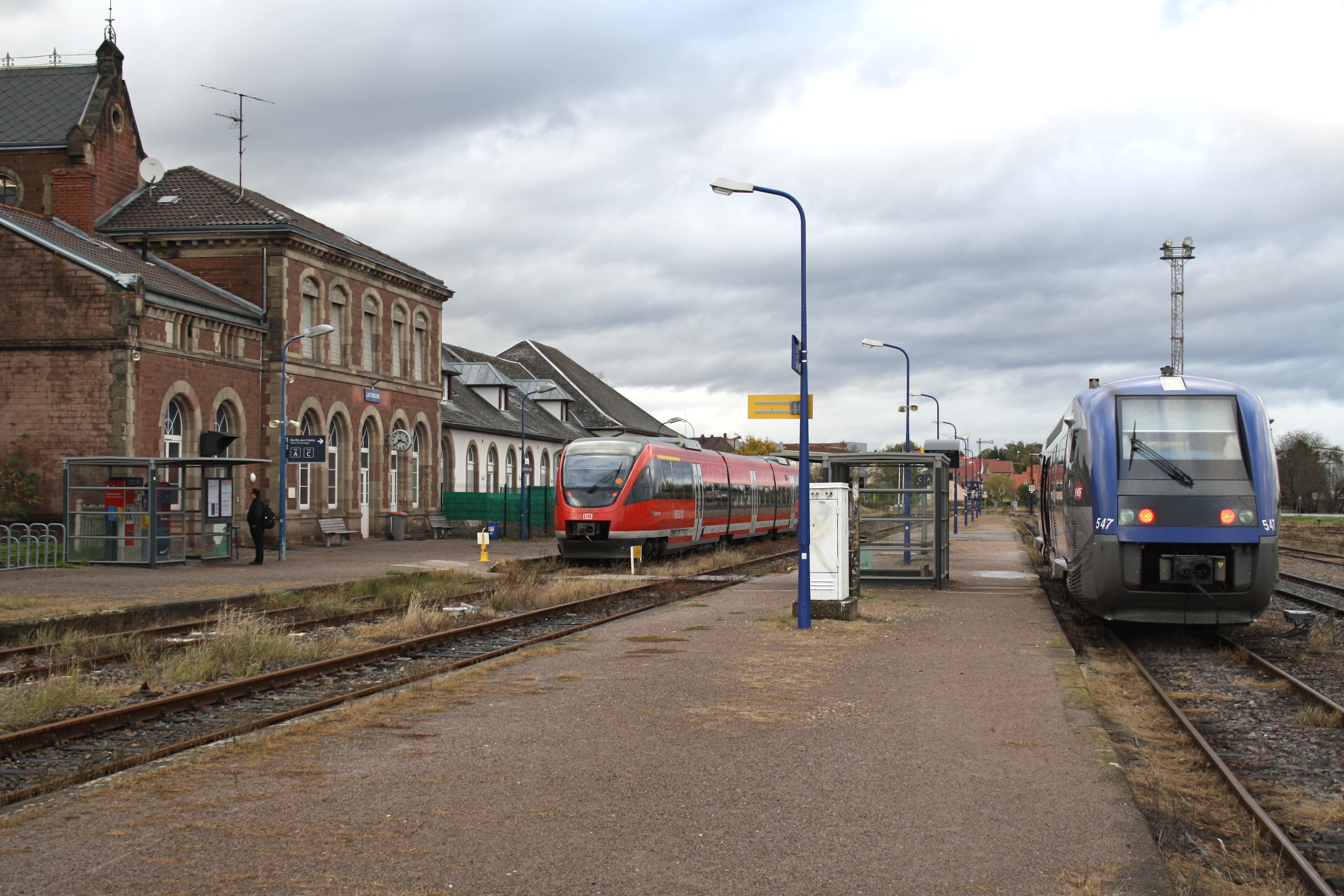
Een Duitse en een Franse trein in Lauterbourg.
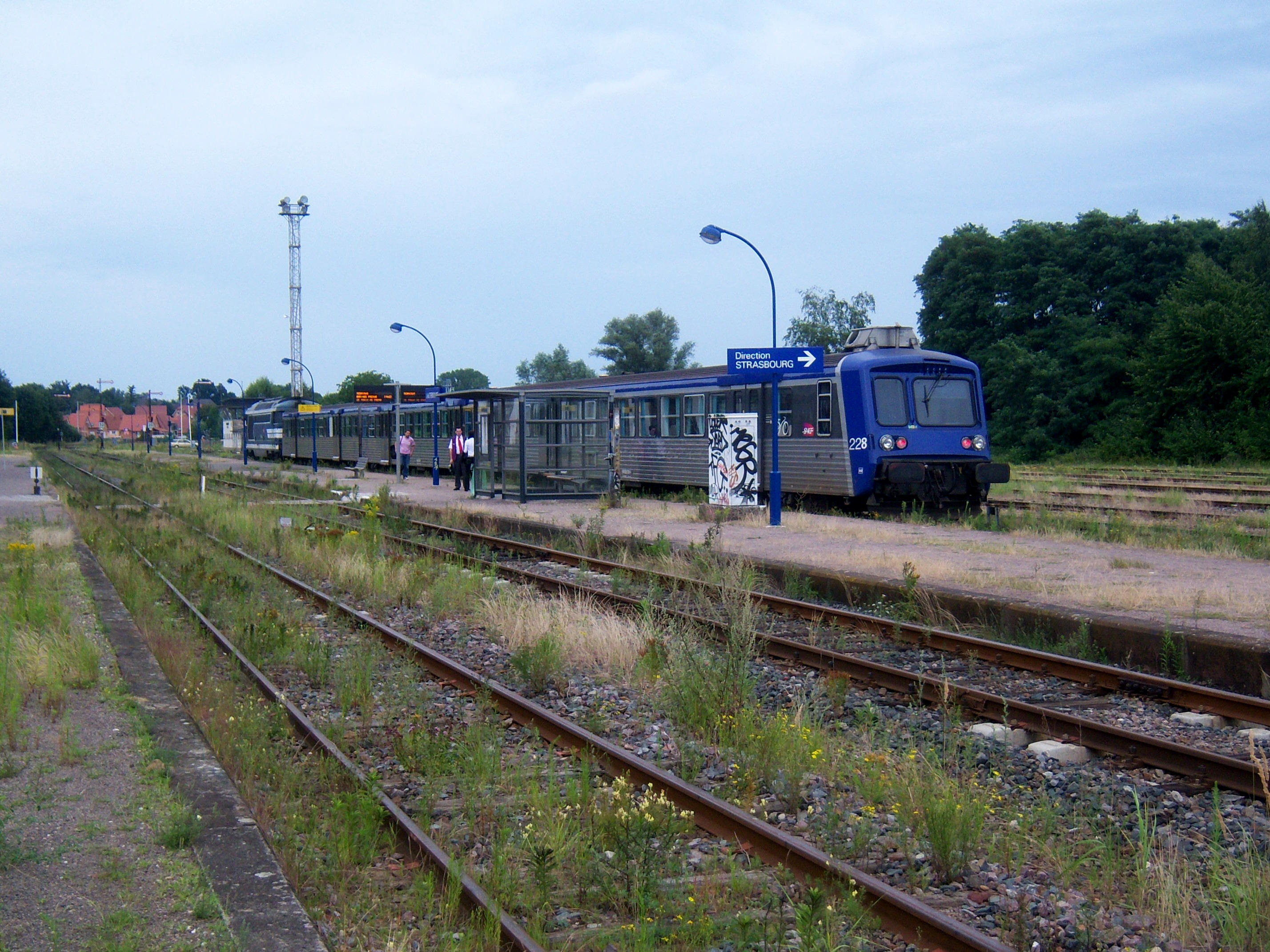
Een regionale trein in station Lauterbourg